# Fengshen Yanyi

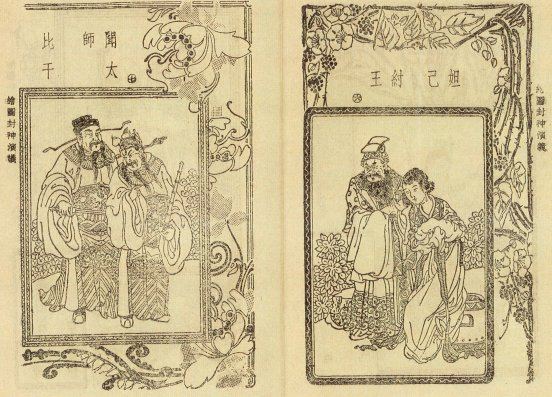
Ilustrações de Fengshen Yanyi. À esquerda: Bi Gan e Wen Zhong; à direita: o Rei Zhou e Daji.

Fengshen Yanyi (chinês tradicional: 封神演義; chinês simplificado: 封神演义; pinyin: fēngshén yǎnyì; literalmente "Investidura dos Deuses" ou "A Criação dos Deuses") ou Fengshen Bang (Chinês: 封神榜), é um dos maiores romances da Dinastia Ming escrito em chinês vernacular. O livro conta a história do declínio da Dinastia Shang e o surgimento da Dinastia Zhou, através da entrevista de numerosos elementos da Mitologia chinesa, incluindo-se deuses e deusas, os Oito Imortais e espíritos. A obra, até certo ponto, representa e descreve a vida na China àquele tempo, onde a religião possuía um papel importante na vida diária. Atribui-se a autoria de Fengshen Yanyi tanto a Xu Zhonglin (chinês tradicional: 許仲琳; chinês simplificado: 许仲琳), falecido em 1566, como a Lu Xixing (chinês tradicional: 陸西星; chinês simplificado: 陆西星), falecido em 1601.

## Sinopse
Este romance épico (a palavra Yanyi é o equivalente chinês para o termo épico no ocidente) conta a história da queda do impiedoso e inescrupuloso imperador Di Xin, também conhecido como Zhou, da Dinastia Shang, tendo como narrador o rei Wu de Zhou. A história integra contos de cunho oral e escrito de muitos heróis e imortais taoístas, bem como vários espíritos, normalmente representados em forma de avatar como raposas, galinhas e, por vezes, em forma de objetos inanimados como Jade Pipa, os quais participam da guerra. Encantado por Daji, sua concubina, que na verdade era um espírito de raposa disfarçado, Di Xin assassina ministros leais aplicando punições como incineração em um pilar de bronze extremamente quente ou atirando-os a um covil de cobras. Ele tenta, até mesmo, matar seus próprios filhos. Após a queda da Dinastia Shang e o exorcismo de Daji, feito por Jiang Ziya, o rei Wu, de Zhou, funda sua própria dinastia, criando o sistema feudal da Dinastia Zhou. Os heróis mortos, mesmo os pertencentes ao lado inimigo, foram considerados criaturas celestiais, elevados a posição de deuses.